# Église de Kauhajoki
L'église de Kauhajoki (en finnois : Kauhajoen kirkko) est une église en bois construite à Kauhajoki, dans la région d’Ostrobotnie du Sud, en Finlande. 

## Description
L'église conçue par Veikko Larkas est une version moderne des églises finlandaises médiévales. Sa forme symbolise une bible ouverte posée sur la tranche. 
L'église fait 18 m de large, 35 m de long et 21 m de haut, elle propose 1 060 sièges. La chaire représente l'arche d’alliance.

## Galerie

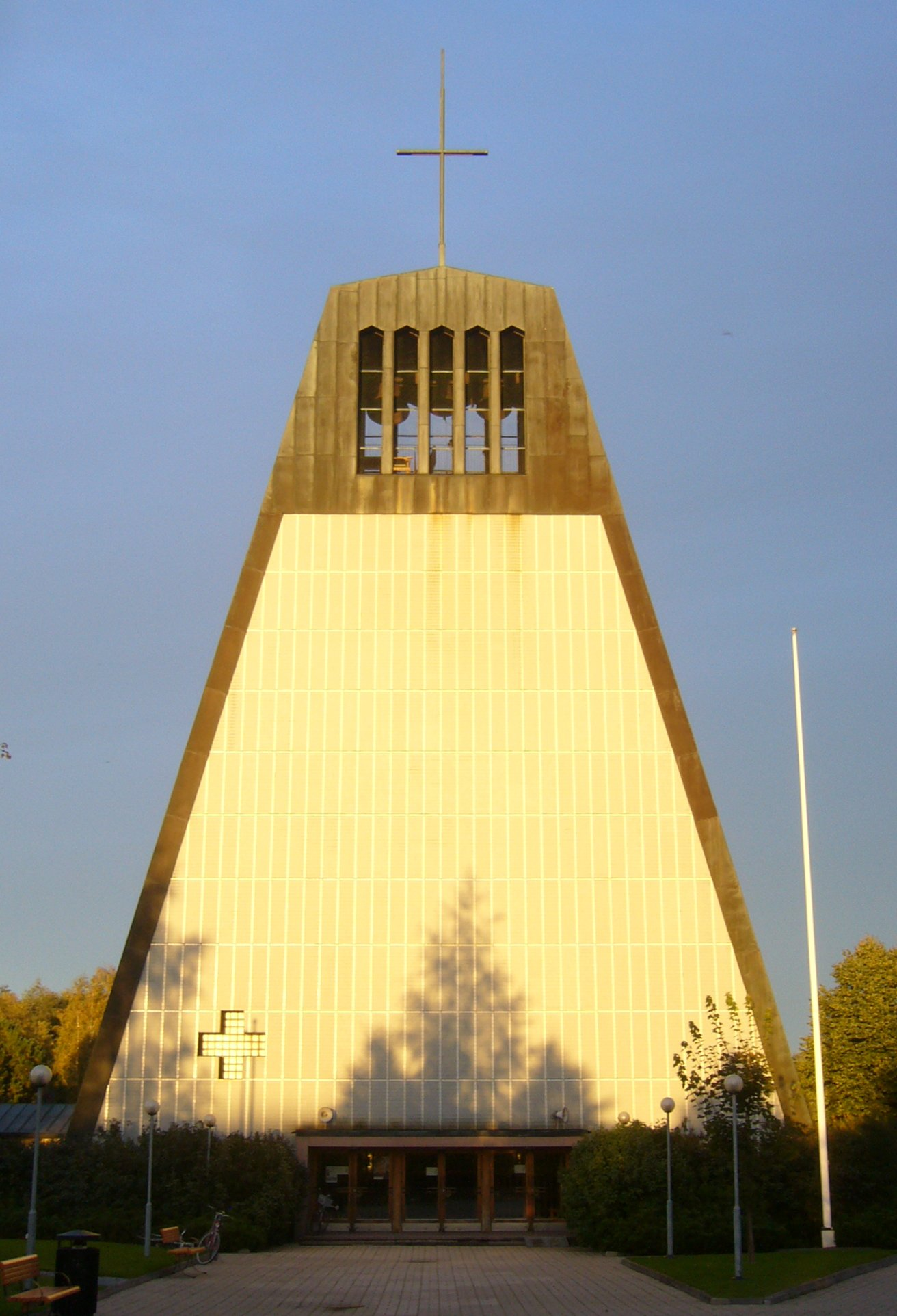
Façade de l'église.
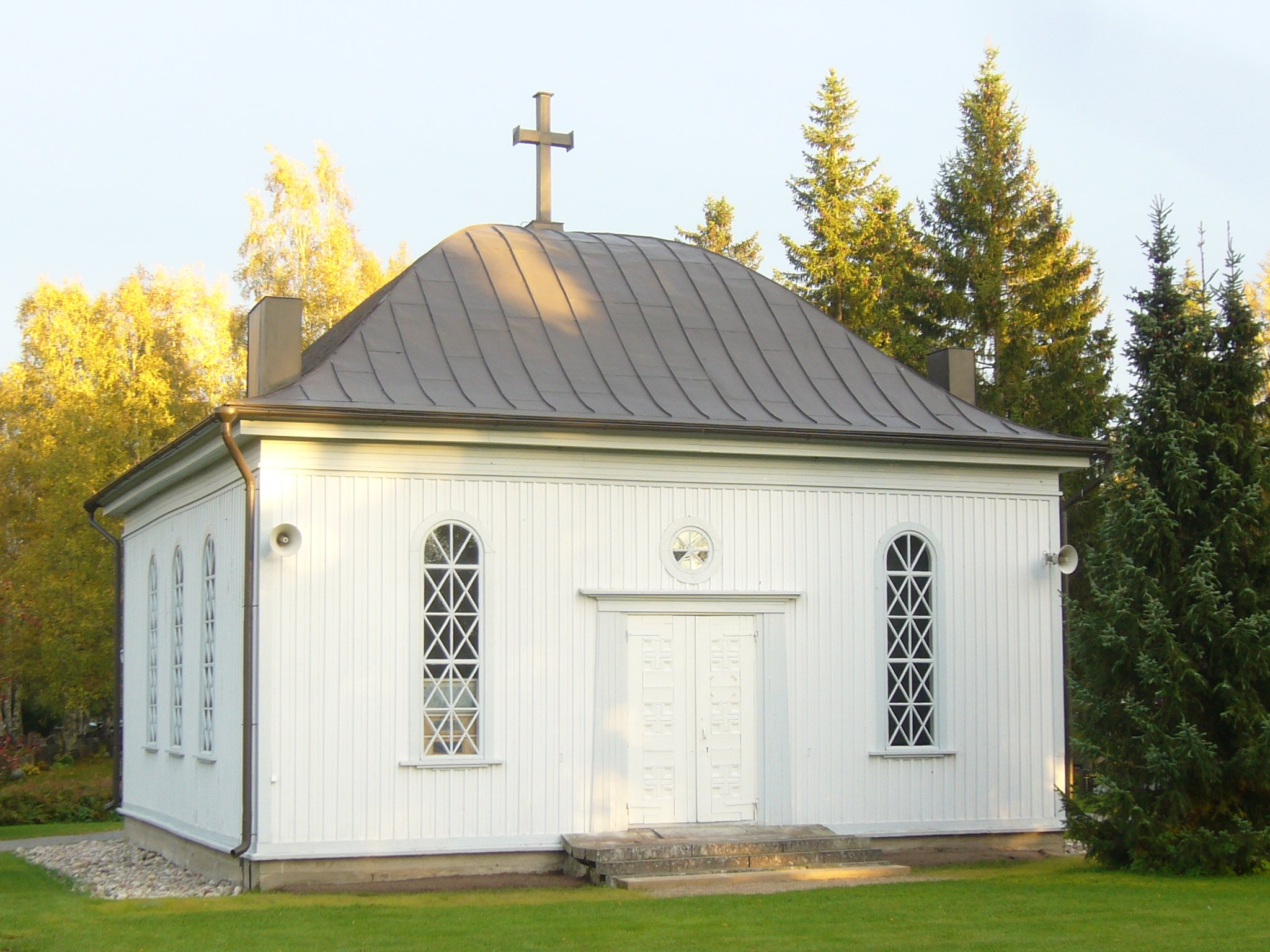
Musée de l'église de Kauhajoki.
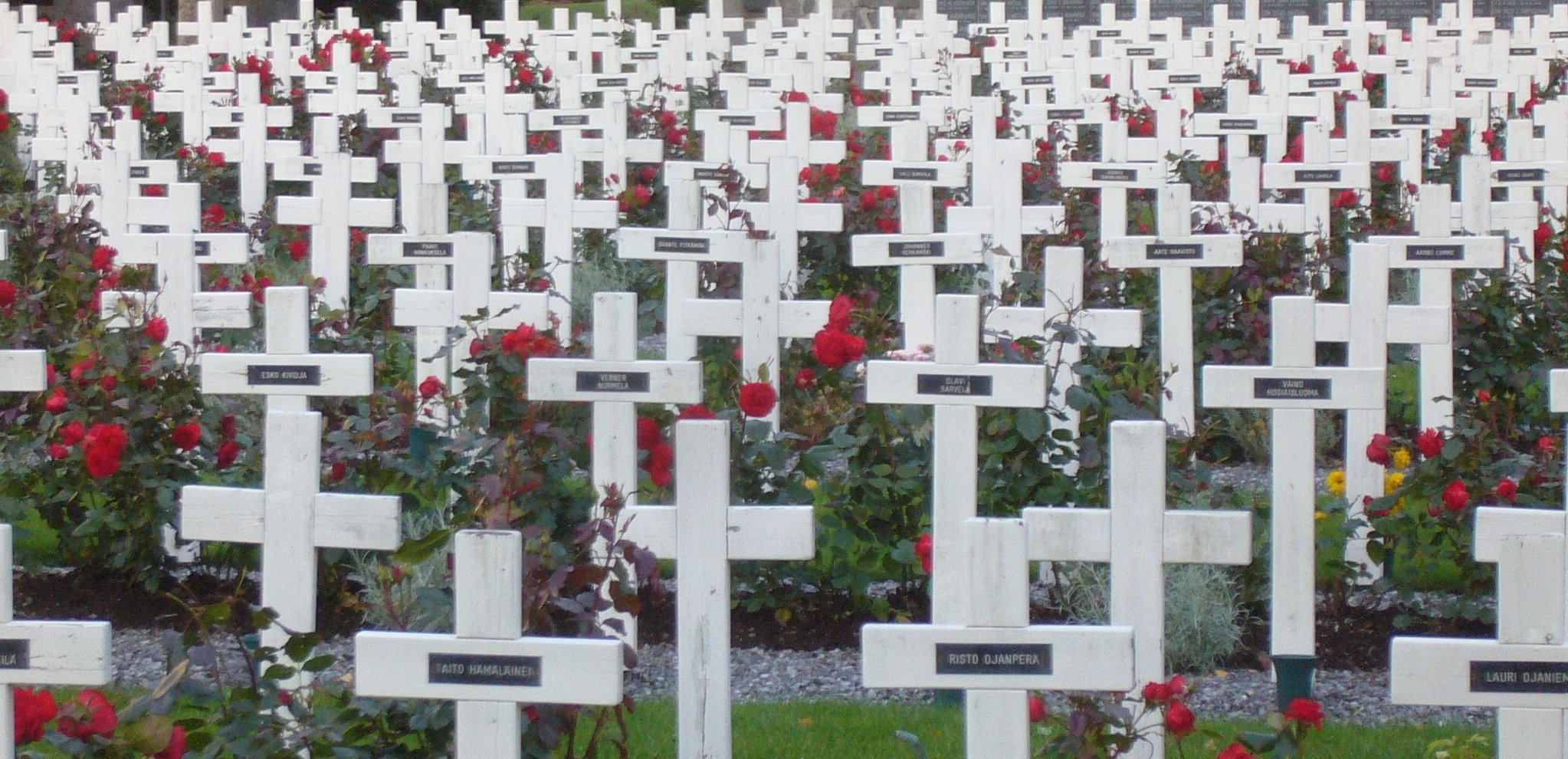
Tombes des héros tombés à la guerre.
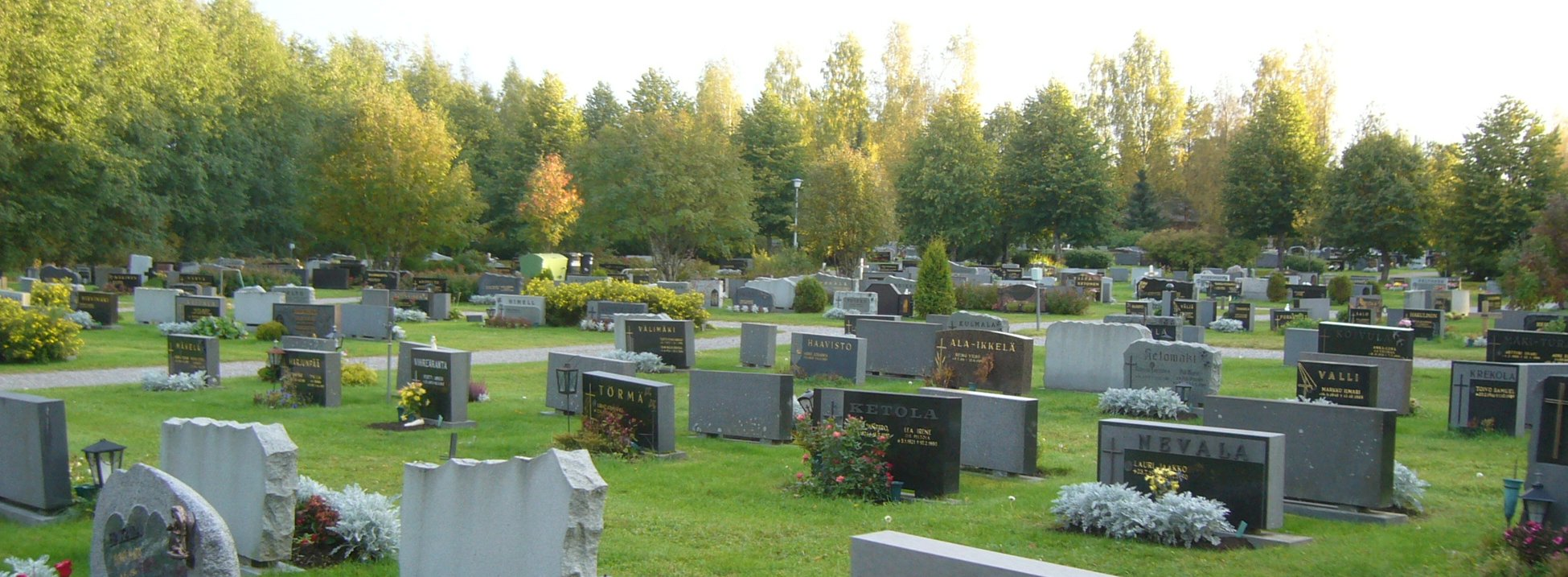
Cimetière de l'église de Kauhajoki.